# 1147. grenadirski polk (Wehrmacht)
1147. grenadirski polk (izvirno nemško 1147. Grenadier-Regiment; kratica 1147. GR) je bil pehotni polk Heera v času druge svetovne vojne.

## Zgodovina
Polk je bil ustanovljen 11. avgusta 1944 kot sestavni del 563. grenadirske divizije. 12. oktobra istega leta je bil polk razpuščen in ostanki so bili preoblikovani v 1147. fusilirski bataljon.